# Уилметт
Уилметт (англ. Wilmette) — деревня в округе Кук, штат Иллинойс. Пригород Чикаго, расположенный к северу от его центра. На юге граничит с Еванстоном и Скоки. Население по состоянию на 2010 год составляет 27 087 человек.
Окружена к тауншипом Нью-Траэр.

## История
Деревня названа в честь Антуана Уилметта, французского миссионера, который 1829 года убедил индейское население подписать соглашение (Second Treaty of Prairie du Chien) с правительством США. По этому соглашению, индейцы оставляли современную территорию Уилметта в обмен на резервации на западе Иллинойса.
Имели место предложения присоединения Уилметта к Эванстону. На первом референдуме 1894 года предложение не было поддержано со счетом 168—165, другие предложения также не нашли поддержки.

## Галерея

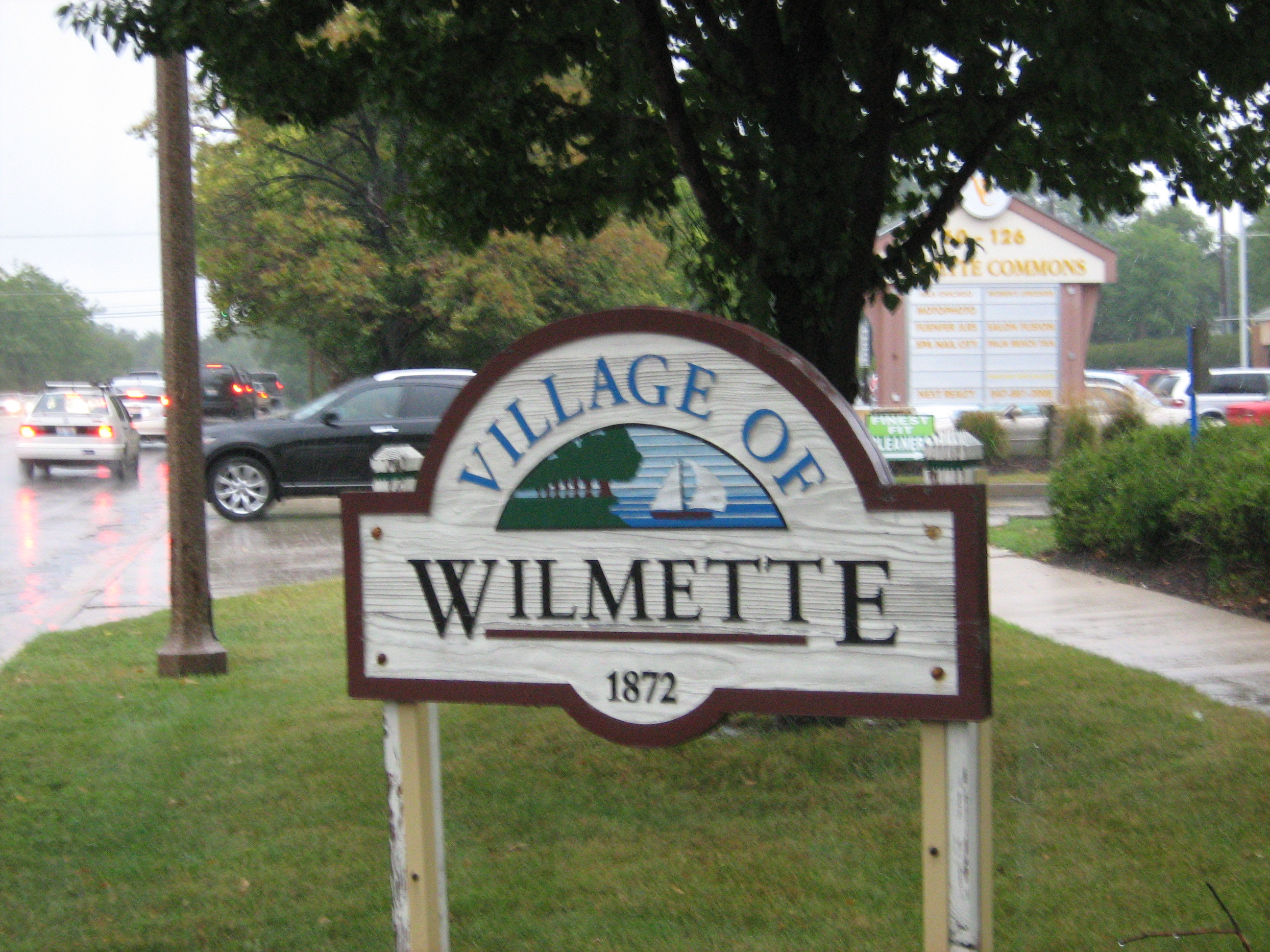
Знак на въезде
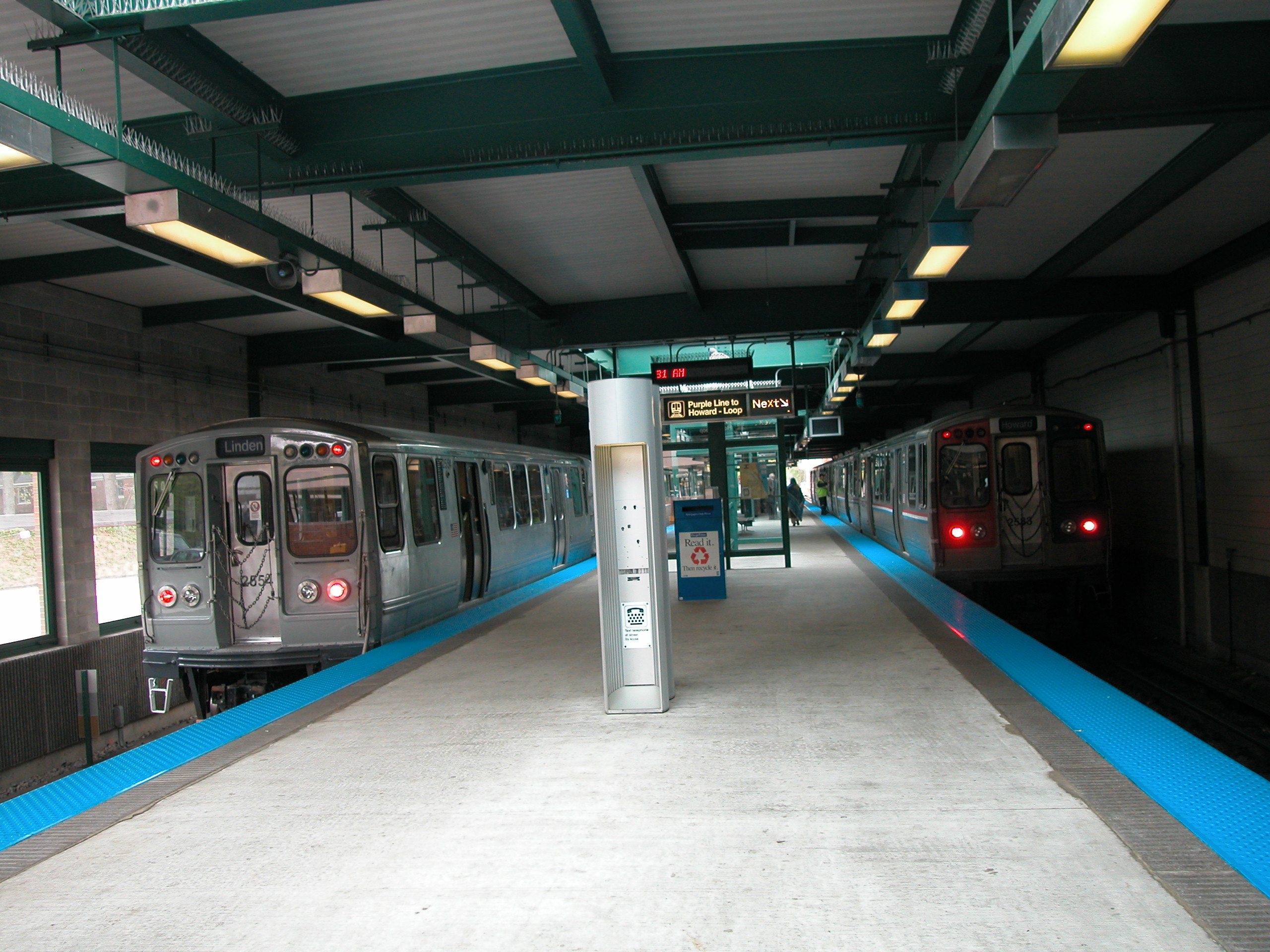
Станция метро Linden
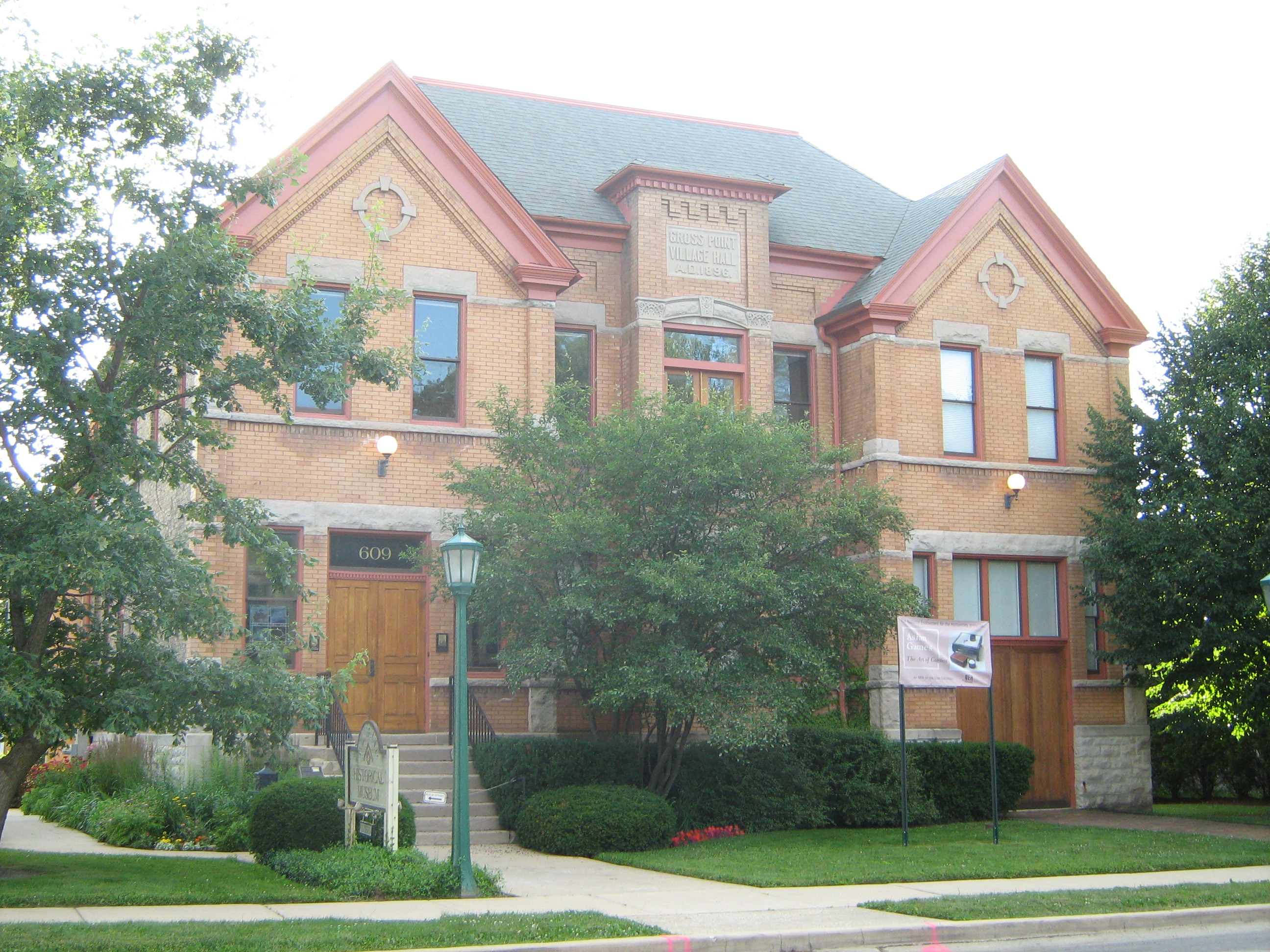
Здание исторического сообщества
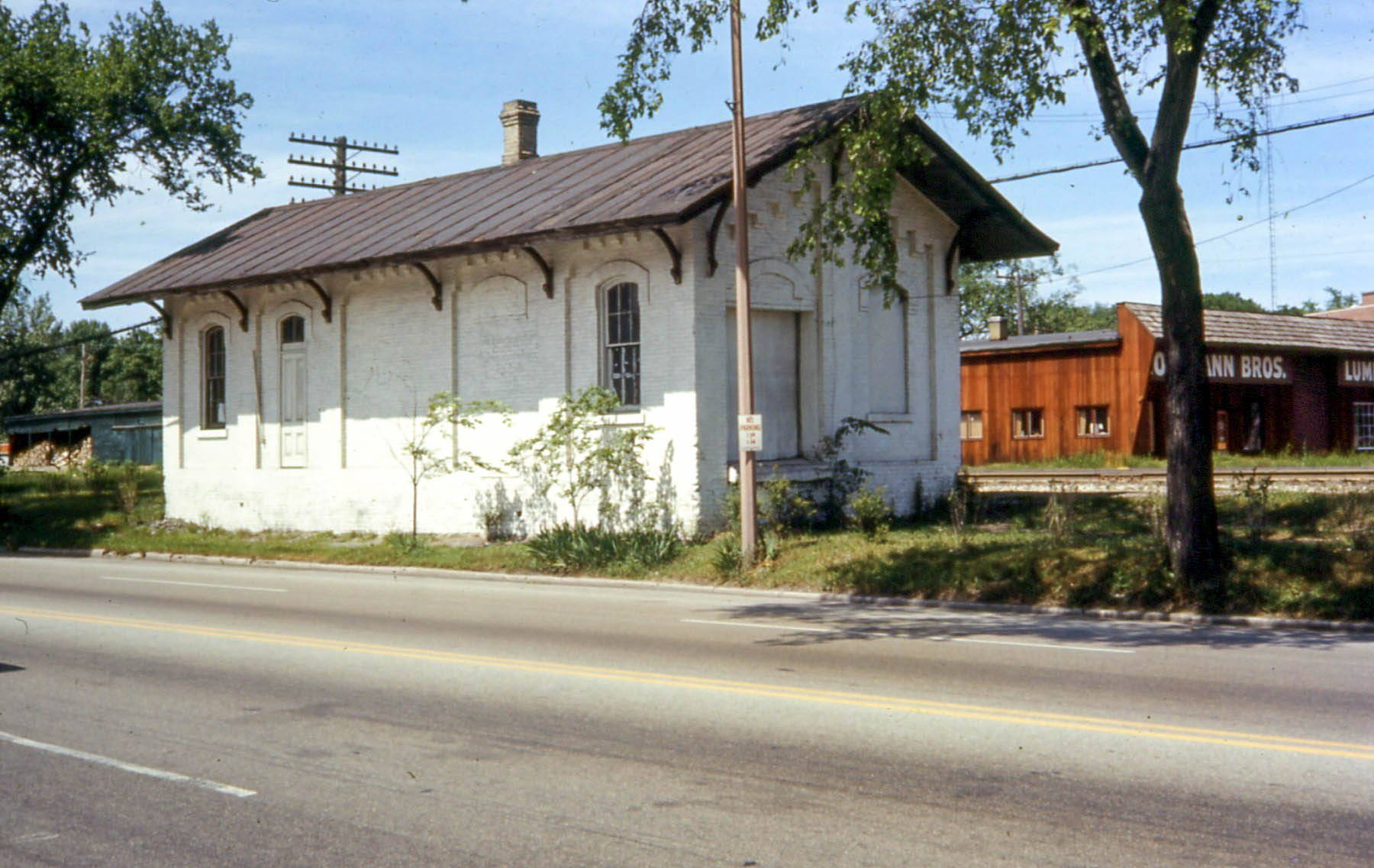
Старая железнодорожная станция